# Attisholz

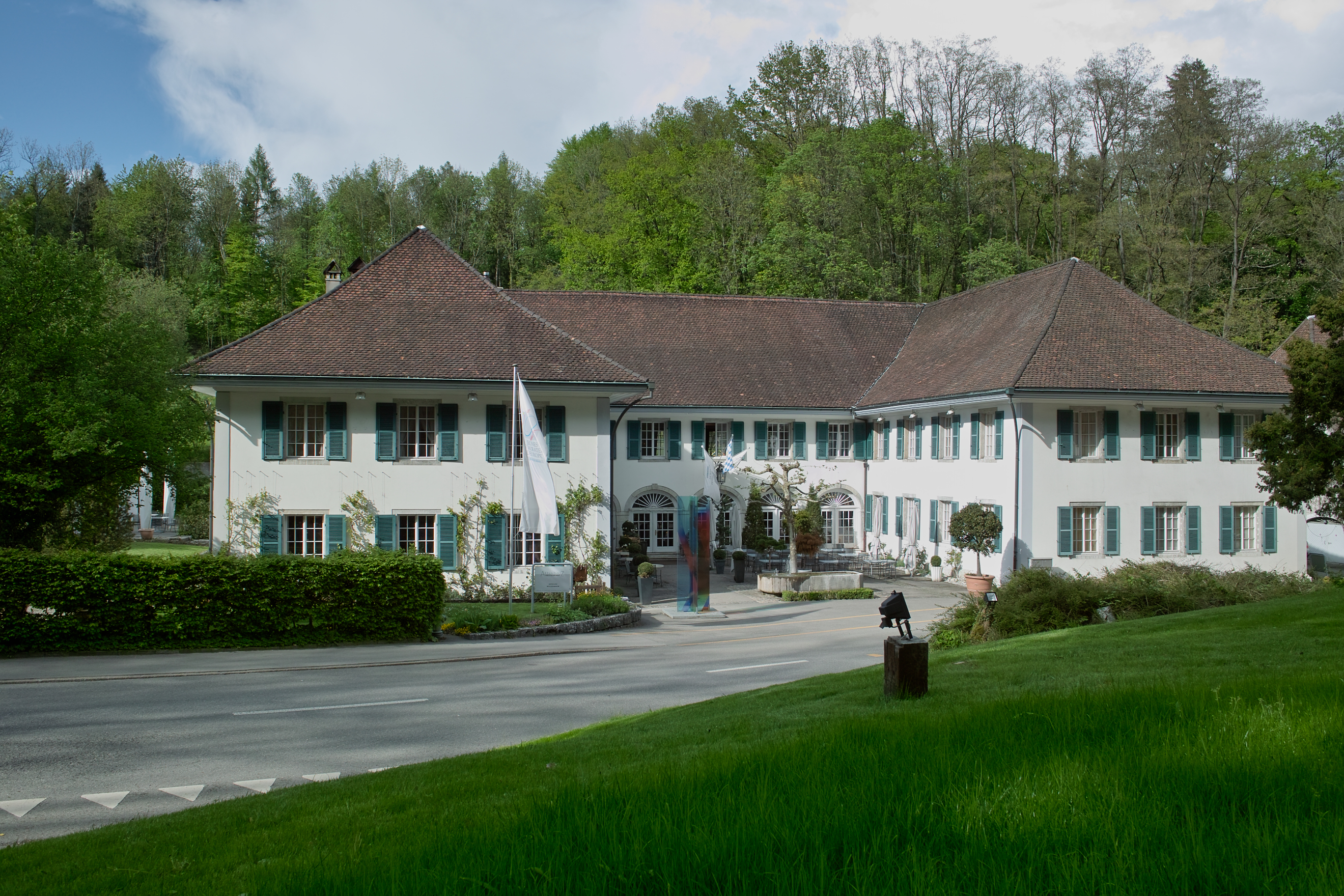
Restaurant, früheres Bad Attisholz

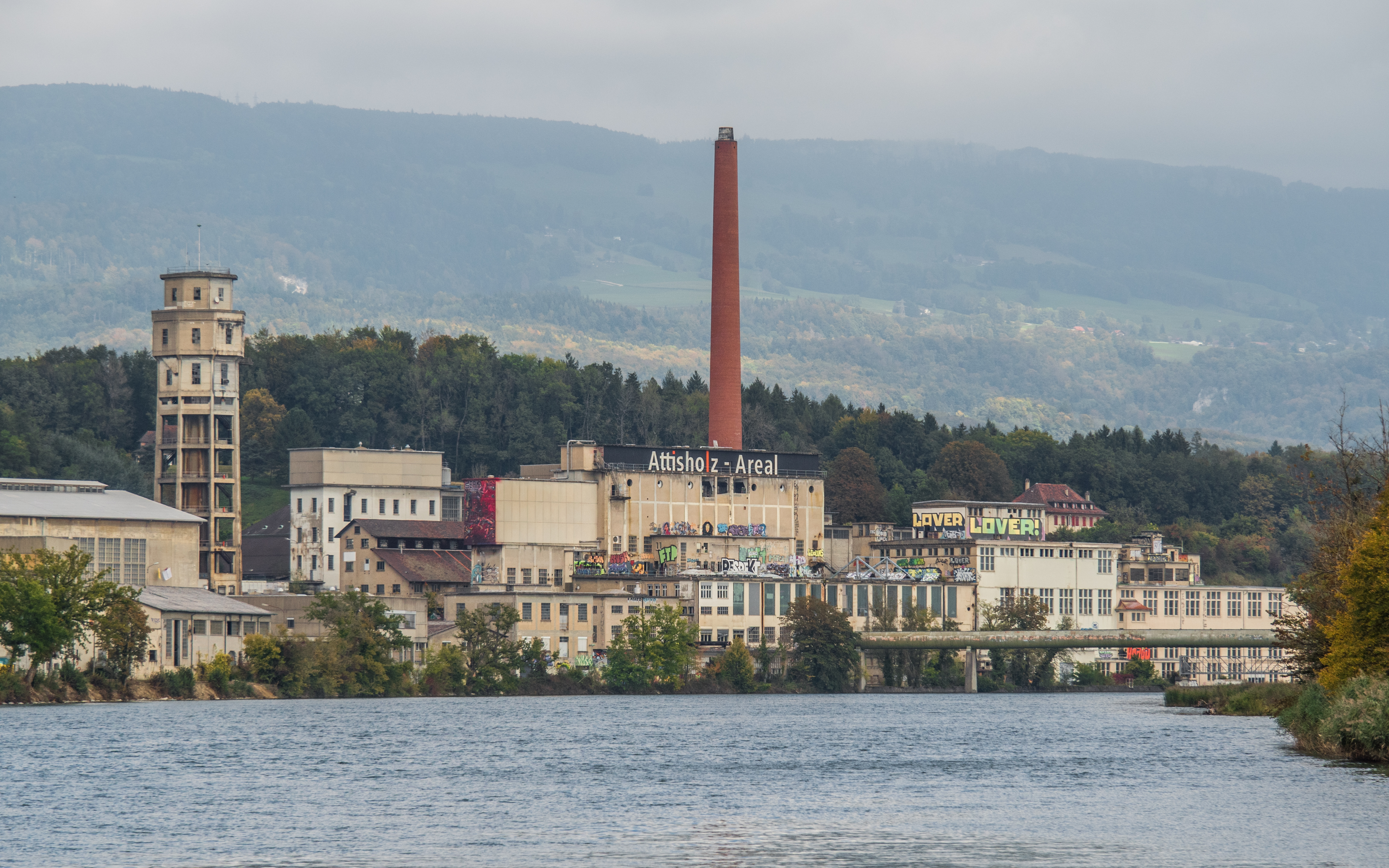
Ehemalige Cellulosefabrik (Aufnahme 2021)

Attisholz ist ein Ortsteil der Gemeinde Riedholz im Kanton Solothurn, Schweiz. Der Weiler liegt zwischen der Kantonsstrasse, die durch Riedholz führt, und der südlich gelegenen Aare. Ein auf der Südseite der Aare, auf Gemeindegebiet von Luterbach, gelegener Teil des Areals der ehemaligen Cellulosefabrik Attisholz wird auch als Attisholz Süd bezeichnet.

## Geschichte
Attisholz, dessen Name alemannischen Ursprungs ist (Wald des Atto), besteht heute hauptsächlich aus dem ehemaligen Bad Attisholz und den Gebäuden der 2008 geschlossenen Cellulosefabrik. 1902 zählte man in Attisholz 12 Häuser mit 74 römisch-katholischen Einwohnern.

### Bad Attisholz
Ein Badebetrieb in Attisholz ist seit dem 15. Jahrhundert belegt. Der erste urkundlich nachweisbare Pächter des während Jahrhunderten im Eigentum der Stadt Solothurn befindlichen Bads war ein Hans Ruchti, der das Bad im Jahr 1445 verliess. Das Wasser entströmt einer kalten Mineralquelle; nach einer Thermalquelle wurde wiederholt, aber erfolglos gesucht. Seit 1840 befindet sich Bad Attisholz in Privatbesitz. Die Anlagen des Bads, das auch über ein Restaurant verfügte und in der Region ein beliebtes Ausflugsziel war, wurden über die Jahrhunderte stetig vergrössert. Das heutige Gebäude stammt von 1756 (mit Erweiterung von 1900). 
- Im  Herbst 1832 wurde im Bad Attisholz die Katholische Gesellschaft im Kanton Solothurn, eine Vorgängerin der CVP Kanton Solothurn, gegründet. Auch im politisch turbulenten Winter 1840/41 war das Bad Treffpunkt für die katholisch-konservative Opposition.[3]
- Um 1945, kurz nach dem Erwerb von Bad Attisholz durch die Cellulose Attisholz, wurde der Badebetrieb eingestellt. Seither blieb der Betrieb auf das Restaurant beschränkt.
- Im Jahr 2000 wurde das Restaurant Attisholz vom Koch Jörg Slaschek und seiner Frau Regula erworben, die es seither führen,[4] inzwischen auch als Hotel.

### Cellulose Attisholz

Die Cellulosefabrik 1948

Luftbild von Walter Mittelholzer (1924)

Die 1881 von Benjamin Sieber gegründete Cellulose Attisholz AG war die einzige Cellulosefabrik der Schweiz. Zu ihr gehörte später auch die Papierfabrik Tela mit ihren Standorten in Balsthal und Niederbipp, 1983 übernahm Attisholz zudem das deutsche Unternehmen Hakle. 1999 verkaufte die Attisholz-Holding Tela und Hakle an Kimberly-Clark. Im Jahre 2000 erwarb Christoph Blocher die Cellulose Attisholz und verkaufte sie 2002 weiter an Borregaard, ein Tochterunternehmen des norwegischen Mischkonzerns Orkla. 2008 schloss Borregaard die Fabrik. Zwischenzeitlich hatte sie die Namen Axantis und Atisholz (mit einem t) getragen.

### Künftige Nutzung des Fabrikgeländes
Das Gelände der Cellulosefabrik erstreckte sich auf beiden Seiten der Aare. Auf dem Südareal (Attisholz Süd), das auf dem Boden der Gemeinde Luterbach liegt, entstand seit 2016 eine Produktionsanlage des Biotechnologiekonzerns Biogen. Für das Nordareal wurde von der Gemeindeversammlung von Riedholz 2017 ein „Räumliches Teilleitbild“ bewilligt, wonach sich das im Besitz des Zürcher Immobilienunternehmens Halter befindliche Areal «in den nächsten 20 bis 30 Jahren schrittweise zu einem lebendigen und vielseitigen Ortsteil der Gemeinde Riedholz mit vielfältigen Wohnformen, Arbeitsplätzen, Dienstleistungen, Sport- und Freizeitnutzungen, Kunst- und Kulturangeboten und Gastronomie» entwickeln solle.

## Verkehr
Der nächstgelegene Anschluss des öffentlichen Verkehrs ist die Station Riedholz an der von der Aare Seeland mobil betriebenen Solothurn-Niederbipp-Bahn, etwa 500 m nordwestlich des Zentrums von Attisholz gelegen. Etwas weiter entfernt befindet sich in der Gemeinde Luterbach, auf der Südseite der Aare, der SBB-Bahnhof Luterbach-Attisholz an der Gäubahn. Seit 1889 besteht von Luterbach-Attisholz aus ein Industriegleis über eine Aarebrücke zum Cellulosewerk.
Zur besseren Erschliessung des Attisholz-Areals wurde 2020 eine Expressbuslinie eingerichtet (BSU-Linie 10), die vom Bahnhof Solothurn mit einem Zwischenhalt nach Luterbach, Attisholzstrasse verkehrt. Ebenfalls 2020 wurde die Linie 17 eingerichtet, die zwischen Luterbach, Attisholzstrasse, Derendingen, Biberist und Gerlafingen verkehrt. Letztere soll aufgrund zu geringer Nutzung auf das Jahr 2025 wieder eingestellt werden.